# Леман-Фильгес, Рудольф
Рудольф Леман-Фильгес (Rudolf Lehmann-Filhés; 1854—1914) — немецкий математик и астроном. Племянник немецкого философа Карла Розенкранца (1805—1879).

## Биография
С 1891 года профессор Берлинского университета. Леман занимался исследованием метеорных потоков в сочинениях: «Die Bestimmung der Meteorbahnen nebst verwandten Aufgaben» (Б., 1883) и в ряде статей, помещённых в «Astronom. Nachrichten». Вопросу об ошибках и поправках в астрономических наблюдениях посвящены работы: «Ueber die Ausgleichung abgerundter Beobachtungen», «Ueber abnorme Fehlerverteilung und Verwerfung zweifelhafter Beobachtungen», «Ueber wahrscheinlichste Fehlerverteilungen». По теоретической механике ему принадлежат статьи: «Ueber die Form der Störungsfunktion im Falle kleiner Excentricität und Neigung», «Ueber Centralbewegungen», «Ueber einige Fundamentalsätze der Dynamik», «Ueber die Säkularstörung der Länge des Mondes unter der Annahme einer sich nicht momentan fortpflanzenden Schwerkraft»; двойным звёздам посвящена работа: «Üeber die Bestimmung einer Doppelsternbahn aus spektroskopischen Messungen der in Visionsradius liegenden Geschwindigkeitskomponenten» (почти все эти работы помещены в «Astronom. Nachrichten»).